# Wenn die Großstadt schläft
Wenn die Großstadt schläft ist ein US-amerikanischer Kriminalfilm aus dem Jahr 1928 von Jack Conway mit Lon Chaney sr. und Anita Page in den Hauptrollen. Der Stummfilm mit Musik und Toneffekten wurde von Metro-Goldwyn-Mayer produziert.

## Handlung
Myrtle Sullivan, eine Anfhängerin der Subkultur der Flapper, verliebt sich in den adretten Gangster Marty und erfährt zu viel über Skeeter Carlson, den Anführer einer Bande. Skeeter droht, sie umzubringen. Daraufhin bittet Myrtle den erfahrenen Detektiv Dan Callahan um Hilfe. Dan bringt sie in der Pension unter, in der er ebenfalls wohnt, und verliebt sich wider besseres Wissen bald in sie. Er bittet sie, ihn zu heiraten, und aus Dankbarkeit willigt sie ein. Dan erfährt schließlich, dass Myrtle in Marty verliebt ist, und er bringt die beiden wieder zusammen, während er Marty hilft, seine ersten, zaghaften Schritte auf dem rechten Weg zu unternehmen.

## Hintergrund
Gedreht wurde der Film ab dem 14. April 1928 in Los Angeles (Los Angeles City Hall) sowie in den MGM-Studios in Culver City.
Cedric Gibbons oblag die künstlerische Leitung.

## Veröffentlichung
Die Premiere des Films fand am 15. September 1928 statt. 1928 kam er im Deutschen Reich und in Österreich in die Kinos.

## Kritiken
Mordaunt Hall von der The New York Times befand, Lon Chaney sei weitaus besser als die Geschichte, die von einem erfahrenen Drehbuchautor stamme, der seine Filmschurken und -helden so kenne, wie sie in Schattengestalt sein sollten, so sollte man meinen. Aber er wisse wenig oder gar nichts über die Wirkung eines Maschinengewehrs. Vielleicht sei auch der Regisseur für das verzauberte Leben der Verbrecher in diesem Erguss verantwortlich.
Die Variety beschrieb den Film als seltsame Mischung aus wilden Bandenkriegen und schwerfälligen Alltagscharakteren, die nicht zusammen passe.